# Mesulame Kunavula

a Compétitions nationales et continentales officielles uniquement.

b Matchs officiels uniquement.
Dernière mise à jour le 3 mai 2024.
Mesulame Kunavula, né le 31 octobre 1995 à Nadroumai (Fidji), est un joueur de rugby à XV et rugby à sept international fidjien évoluant aux postes de troisième ligne centre, troisième ligne aile ou de deuxième ligne.

## Carrière
Après avoir abandonné le lycée, Mesulame Kunavula retourne vivre chez ses parents et les aide en travaillant à la ferme familiale. Il entre ensuite dans la police fidjienne et joue avec leur équipe de rugby. Parallèlement, il joue avec l'équipe amateure de Nadroga, dans le championnat amateur fidjien.
En février 2016, il est sélectionné avec les Fiji Warriors (Fidji A) pour disputer le Pacific Challenge,. Plus tard la même année, il dispute également l'Americas Pacific Challenge.
En 2017, il est sélectionné par Gareth Baber (en) pour faire partie de l'équipe des Fidji de rugby à sept pour disputer la saison 2016-2017 des World Rugby Sevens Series,. Il fait ses débuts avec la sélection fidjienne lors du tournoi de Wellington en janvier 2017,.  Avec sa sélection, il dispute trois saisons des Sevens Series, remportant l'édition 2018-2019, et gagne la médaille d'argent aux Jeux du Commonwealth 2018.
Il est alors convoité par plusieurs clubs de rugby à XV français, comme le RC Narbonne en 2018, et l'Union Bordeaux Bègles en 2019, mais il décline leurs offres,. Il décide finalement de rejoindre l'équipe écossaise d'Edinburgh Rugby évoluant en Pro14 en 2019, pour un contrat de trois saisons,.
En octobre 2020, il est sélectionné pour la première fois avec l'équipe des Fidji à XV par le nouveau sélectionneur Vern Cotter. Il obtient sa première cape officielle le 5 décembre 2020 à l’occasion d’un match contre l'équipe de Géorgie à Édimbourg, marquant à cette occasion un essai.
En janvier 2022, il prolonge sur une longue durée son contrat avec Édimbourg, qui évolue désormais en United Rugby Championship. 
En octobre 2022, il est libéré de son contrat avec Édimbourg pour rejoindre le CA Brive en qualité de joueur supplémentaire. À la fin de la saison, le club est relégué en deuxième division, et Kunavula n'est pas conservé dans l'effectif.
Sans club pendant quelques mois, il s'engage ensuite en novembre 2023 avec la franchise australienne des Waratahs, en vue de disputer la saison 2024 de Super Rugby. Cependant, une grave blessure au genou subie en janvier 2024 l'écarte finalement des terrains pour l'intégralité de la saison,.

## Palmarès

### En rugby à sept
- Médaillé d'argent aux Jeux du Commonwealth 2018.
- Vainqueur des World Rugby Sevens Series en 2019.

## Statistiques
- 7 sélections avec les Fidji depuis 2020.
- 15 points (3 essais).